# Миколай III
Миколай III (лат. Nicolaus; ? — 12 серпня 1280) — сто вісімдесят сьомий папа Римський (25 листопада 1277—22 серпня 1280). Належав до римської знаті, служив 8 папам. Папа Іннокентій IV призначив його кардиналом-дияконом, Олександр IV — опікуном францисканців, Урбан IV — генеральним інквізитором.

## Політик
Як природжений політик за короткий час зміцнив позиції папської держави в Італії. У травні 1278 уклав договір з королем Німеччини Рудольфом I, відповідно до якої до Папської держави відійшли Романья та Равенна. У липні 1278 видав відому конституцію, якою заборонив іноземцям займати керівні пости в управлінні Римом.

## Церковні справи
Батько Миколая був особистим другом св. Франциска, тому папа багато уваги приділяв справам ордену францисканців. Відремонтував Латеранський собор у Римі, побудував чудовий сільський будинок поблизу Вітербо, де і помер внаслідок серцевого нападу.

## Непотизм
Призначив трьох своїх близьких родичів кардиналами та надав їм інші важливі посади. Вів переговори з імператором Рудольфом про заснування князівств для своїх племінників.